# Gentiana olivieri
Gentiana olivieri es una especie de planta perteneciente al género Gentiana originaria de la región mediterránea e Irano-Turánica en Asia.

## Descripción
Es una planta perenne, de hasta 30 cm de altura de hierba con raíces fibrosas. Tallo erecto, simple, densamente cubiertas en la base por vainas de las hojas viejas. Hojas basales más claras, que las hojas caulinares, rosuladas, de 2,0-10 x 0,4-0,8 cm, oblongo-lanceoladas, oblanceoladas, hialinas, margen entero, obtuso, las caulinas de 1.0-3.0 (-3.5) x 0,4-1,0 cm , estrechamente lanceoladas-lanceoladas, de margen entero, agudas. Inflorescencia umbelada terminal. Corola 15 a 4,0 cm de largo, azul, campanulada, el tubo más largo que los lóbulos. Cápsula 0,5-0,75 x 025 a 0,4 cm, oblongas, muchas sin semillas, exertas. Las semillas pequeñas, de color marrón, reticuladas.

## Propiedades
Técnicas de fraccionamiento permiten aislar isoorientina como el principal componente hipoglucemiante en G. olivieri.

## Taxonomía
Gentiana olivieri fue descrita por August Grisebach y publicado en Genera et Species Gentianearum adjectis observationibus quibusdam phytogeographicis 278. 1839[1838].
Etimología
Gentiana: Según Plinio el Viejo y Dioscórides, su nombre deriva del de Gentio, rey de Iliria en el siglo II a. C., a quien se atribuía el descubrimiento del valor curativo de la Gentiana lutea. El Banco de Albania ha recogido esta tradición: la Gentiana lutea está representada en el reverso del billete de 2000 lekë albaneses, emitido en 2008, en cuyo anverso figura el rey Gentio.
olivieri: epíteto otorgado en honor del botánico Guillaume Antoine Olivier.
Sinonimia
- Gentiana olivieri var. aucheri Griseb.
- Gentiana regeliana Gand.
- Gentiana weschniakowii Regel
- Gentianodes olivieri (Griseb.) Omer, Ali & Qaiser
- Tretorhiza olivieri (Griseb.) Soják[6]